# Левицький В'ячеслав Андрійович
В'ячеслав Андрійович Левицький (нар. 6 березня 1988, Київ) — український поет, прозаїк, перекладач, критик, літературознавець.

## Біографічні відомості
Народився 6 березня 1988 р. у м. Києві. Закінчив Інститут філології Київського національного університету імені Т. Шевченка(2009) і аспірантуру при ньому (2012). Кандидат філологічних наук (2012). Автор першої дисертації про київський міський текст в українській літературі.
Випускник Школи польського права при факультеті права і адміністрації Варшавського університету (Республіка Польща; 2021).
У 2012—2013 рр. — науковий редактор розділу «Давня і нова українська література і Шевченко» у «Шевченківській енциклопедії» у 6 томах (Інститут літератури ім. Т. Г. Шевченка Національної академії наук України; 2012—2015).
3 2022 року – член авторського колективу тому 12 нової академічної «Історії української літератури».
Належить до кола дослідників – упорядників книжок серії «Vivat класика» харківського видавництва «Vivat». Зокрема, підготував для публікації в ній роман В. Домонтовича «Доктор Серафікус» із розділами, що раніше не оприлюднювалися. За версією ПЕН, це видання стало однією з найкращих українських книжок 2024 року . 
Сфера наукових інтересів: київський текст і семіотика простору, інтертекстуальність, текстологія, міфопоетика, віршознавство, комунікація в публічному управлінні.
Автор поетичних збірок «Місто барв», «Ранкові кінокадри» та «Long Play» (вийшла 2022 року в серії «Зона Овідія»; визнана однією з найкращих українських книжок за версією ПЕН), «Unplugged» (Варшава: Anagram; видана в межах грантової програми «Traslate Ukraine» за сприяння Українського інституту книги в перекладі польською мовою, який здійснив Ришард Купідура).
Лауреат Міжнародного конкурсу «Гранослов» (2006), літературної премії імені Василя Симоненка НСПУ (2007), премії Національної академії наук України для студентів і молодих учених за найкращі наукові роботи (2009), Міжнародної україно-німецької премії ім. О. Гончара (2010), конкурсу премії «METAPHORA»(2016), літературного конкурсу «Кримський інжир / Qirim inciri» (2019), «Смолоскип» (2020), «Экслібрыс» імені Володимира Короткевича (2020; відзнака опозиційної Спілки білоруських письменників, Республіка Білорусь), фестивалів «Молоде вино» (2009) і «Просто так» (2009), призер XIII Фестивалю одного вірша «Зіма надзей. Зіма свабоды» (Мінськ, 2021).
2021 року переміг у конкурсі на здобуття стипендії «Gaude Polonia».
Друкувався в альманахах «Сві-й-танок», «Святий Володимир», «Сполучник», «Справа», «ЛітАкцент», журналах «Березіль», «Всесвіт», «Київ», «Київська Русь», «Кур'єр Кривбасу», «Слово і час», «Сучасність», «Буковинському журналі», часописах «Дзеяслоў» і «Маладосць» (Республіка Білорусь), «Helikopter» i «Tlen Literacki» (Республіка Польща), газетах «Культура і життя», «Літературна Україна», «Слово Просвіти», «Пераходны ўзрост» (Республіка Білорусь) та ін., низці вітчизняних і зарубіжних наукових видань (загалом понад 200 публікацій). Автор статей, зокрема присвячених сучасній українській і білоруській літературі, у часописі «Критика».
Поезію та прозу пише українською мовою. Тексти публікувалися англійською, білоруською, вірменською, італійською, польською, російською, сербською, французькою мовами.
Здійснив ряд перекладів, зокрема з білоруської мови (поезія Володимира Короткевича [Архівовано 23 серпня 2021 у Wayback Machine.], Михася Стральцова; Христини Бандуриної, Ольгерда Бахаревича, Віри Бурлак, Дар'ї Бялькевич, Дмитра Вишньова, Левона Вольського, Адама Глобуса, Віктора Жибуля, Насти Кудасової, Віктора Лупасіна, Уладя Лянкевича, Сержа Мінскевича, Тетяни Нядбай, Антона Рудака, Михася Скобли [Архівовано 17 лютого 2016 у Wayback Machine.], Юлії Тимофєєвої, Андрія Хадановича [Архівовано 17 лютого 2016 у Wayback Machine.]; оповідання Левона Вольського, Аделі Дубовець, Наталки Харитонюк; есеїстика Ольгерда Бахаревича та ін.; див. також відповідну сторінку в Ukrainian Book Translators Base [Архівовано 16 лютого 2018 у Wayback Machine.]).
Упорядник, співперекладач (проінтерпретував українською мовою 6 поетичних добірок та низку прозових текстів) і автор післямови до збірки-білінгви «„Бум-Бам-Літ“: антологія білоруської поетичної революції = „Бум-Бам-Літ“: анталёгія беларускае паэтычнае рэвалюцыі» (Київ: Люта Справа, 2021; передмова Сергія Жадана). Зазначена книжка стала першим виданням, у якому всебічно представлено доробок мінського постмодерністського руху «Бум-Бам-Літ» (заснований 1995 року).
Як перекладач творів Короткевича та дослідник українських сторінок у його біографії ініціював появу на мапі Києва вулиці, названої на честь цього білоруського письменника – символу боротьби за історичну пам'ять і свободу думки. Відповідне рішення, рекомендоване профільною робочою групою, за підсумками громадського електронного голосування Київська міська рада підтримала в березні 2023 року.
Активний перекладач із польської мови (твори Анни Свірщинської; Адама Заґаєвського, Юліана Корнгаузера, Станіслава Стабро та інших учасників поетичної групи «Teraz»; Анни Адамович, Лукаша Бариса, Юстини Барґельської, Яна Барона, Павела Гарлендера, Конрада Ґури, Патрика Косенди, Б'янки Роландо, Пшемислава Суханецького, Аґати Яблонської, Кшиштофа Шеремети та інших). Окремими збірками в його перекладах вийшли вірші Адама Лешкевича «Хороші пси неквапливо сягають фіналу» (2022), Войцеха Боновича «Великі та найбільші речі» (2023; за грантового сприяння Інституту книги в Кракові).
Учасник літературно-музичних проєктів. Зокрема, 2023 року спільно з музикантом і композитором Олександром Ясінським створив сингл «Chornobaivka». У ньому Левицький як вокаліст виконав однойменну пісню на свої слова.
Член Національної спілки письменників України (із 2007 р.), Товариства української літератури при опозиційній Спілці білоруських письменників (із 2014 р.) і Українського ПЕН (із 2024 р.).
За словами Ярини Цимбал, «В'ячеслав може безкінечно говорити про 1920-ті в наукових дискусіях, на київських вулицях і в краківських кав'ярнях. Він ретельний дослідник і дотепний співрозмовник, який знає ціну доброму гумору».
На думку редакції часопису «Посестри» (Краків) щодо віршів 2022 року, «несподівані, надзвичайно оригінальні поетичні образи В'ячеслава Левицького звертаються до пам'яті, що зафіксувала, як починалася війна, а ще — до важливої людської особливості: хотіти бачити своє майбутнє, уявляти його, планувати, мріяти про нього. Бачити його, щоб у ньому осісти, щоб хотіти постати з руїн і попелу й жити далі. Тому з саркастичним докором поет звертається до сумління тих, хто затіяв гру-не-гру у хованки посеред ночі, тих, хто вже давно вийшов за межі ночі й дня, позбавив відчуття реальності, поставив на межу божевілля. Але буде вона, буде нескорена Чорнобаївка!».
Як зауважив Олег Коцарев, збірці «Long Play» притаманний «широкий діапазон настроїв, тем і концепцій текстів. Тут є і грайливі історії, і метафоризовані щоденні спостереження (наприклад, з метро чи з бібліотеки; так, В'ячеслав Левицький переконливо показує, що сучасна лірика про бібліотеку — це цілком живе і доречне явище), і мандрівні тексти з географією та історією, і, зрештою, концентровані поезії, де образи зливаються в цілісні ефектні згустки».
Своєю чергою згідно з рецензією Олександра Каленченка «Long Play» — «це елегантна збірка <…>. Образ автора-ліричного героя уявляється не інакше як у костюмі Сержа Гензбура з годинником і краваткою, — дорогого гостя всіх міських театрів, галерей і весняно-осінніх набережних. Його голос захоплює віртуозністю богемних зізнань <…>. Це дуже міська збірка і дуже столична. Зокрема в ній багато не просто музики, а музики, що лине крізь прочинені вікна, наприклад, опери або філармонії. Це „Повітряні клавесини“ великого міста».
Відповідно до твердження польської поетки Анни Адамович про збірку Левицького «Unplugged» «у цій книжці музика має текстуру та колір. Через цю книжку проходить ціле розмаїття іскор і спалахів. У цій книжці їдять Краків і п’ють Велику Житомирську. Ця книжка спокійна, як довоєнне літо, і провокаційна, мовби козацький чуб. Ви не можете пропустити це свято».